# 日宮城
日宮城（ひのみやじょう）は、富山県射水市にあった日本の城。火宮城、二上山城、橋下条城ともいう。射水市指定史跡。とやま城郭カードNo.27。

## 規模
小規模な丘陵地（笹山）全体を利用した一城別郭方式の山城（丘城）。『日宮新村見取絵図』によると主郭は北東の丘陵（標高20メートル）であるとされているが、その南、南西に在る郭も同規模であり、南西の郭（現：日宮社）を主郭であるとする説も在る。ただ、南西郭にはそれほど人の手が加えられた形跡が無く、また他の丘陵とはある種独立している状態となっている為、主郭である可能性は希薄であると思われる。北東の「主郭」は土塁、堀切を効果的に使い、入り組んだ構造となっている。南の郭は他の郭よりなだらかな丘陵に作られており、どちらかと云えば「主郭」よりも平坦面が広い。土塁や堀切の他に竪堀も設置されている。南西の郭は他の郭よりも傾斜のきつい丘陵に作られている。郭は二段に分かれているが、平坦面が少なく土塁や堀切といった設備も見受けられない。「主郭」の東には「二の丸」とされる郭が在るが、道路整備等の影響でかなり削られている（二の丸脇の道路及び住宅地一帯は、太閤山団地が造成される前まで、元々胸まで浸かるほどの沼地が広がっていた）。因みに『越登賀三州志』には城の周りを水濠で囲んでいたと書かれている。北陸道に面しており、交通の要衝であった。出城としては越中国赤井砦が在る。

## 歴史
築城年代は不明だが、戦国時代に越中国の守護代であった神保氏の当主、神保長職が、永禄5年（1562年）に越中国増山城を居城とする前に拠っていたという。長職が増山城へ移ると、越中国富崎城等と同様にその支城として機能していた。城主としては神保源七郎等の名が伝わっている。
父慶宗の代に没落した神保氏は長職の代になって急速に勢力を拡大。天文12年（1543年）に越中国富山城を築城した辺りから越中国新川郡を領していた椎名氏との激しい領地争いが始まった。これは椎名氏を従属させていた隣国の越後国守護代長尾氏にとっても看過出来ない情勢であり、永禄3年（1560年）に長尾景虎（上杉謙信）が越中へと兵を進める事態となった。この時日宮城も落城し、長職は敗れて一時姿をくらましている。長職はこの後再び勢いを取り戻すが、東には武田信玄と組んだ椎名氏、その奥には上杉氏（長尾氏改め）、振り返って西には一向一揆勢が居り、特に一揆勢に対する対応の一貫性の無さに長職の苦悩が見て取れる。家臣は親上杉派、親武田・一向一揆派に分かれて争い、子の長住は武田方に付き追放される始末。その間、実権は徐々に親上杉派の小島職鎮に奪われて上杉方への従属化が進み、長職の死後には家臣の大部分が上杉氏の家臣となった。
元亀3年（1572年）、武田信玄の調略に応じた加賀国、越中国の一向一揆が蜂起。同年5月24日から日宮城は一揆勢の猛攻に遭う。日宮城の守将であった神保覚広は越中国新庄城主鰺坂長実に援軍を要請し、上杉方は長実や山本寺定長等を援軍として派遣するも、辿り着く前に呉服山で一揆勢の迎撃に遭い、退却。そこを追撃されて、惨敗した。援軍が期待出来なくなった守将達（覚広、職鎮、安藤職張、水越職勝）は同年6月15日に開城。一揆勢と和議を結んで能登国石動山天平寺へと落ち延びた。これによって勢い付いた一揆勢はそのまま越中国白鳥城を攻め、越中国富山城（翌年に謙信によって再度攻略されている）をも落としている。
日宮城はその後史料から姿を消しており、さして時を置かずに廃城となったと思われる。

## 現在
神保家との縁も深い薬勝寺や日宮社が建っている。小さな案内板が建つなど最低限の整備は為されている様であり、城の痕跡も至る所に見受けられるが、私有地でありその立ち入りは制限されている。